# Благодатное (Очаковский район)
Благода́тное (укр. Благодатне) — село в Очаковском районе Николаевской области Украины. Население по переписи 2001 года составляло 464 человека. Занимает площадь 0,589 км².